# Villa Lange Straße 64
Die Villa Lange Straße 64 in Hoya, auch Villa Niemeyer und später Altes Rathaus genannt, wurde in der zweiten Hälfte des 19. Jahrhunderts gebaut.
Das prägende Gebäude wird aktuell (2022) im Erdgeschoss auch als Tierarztpraxis genutzt.
Das Gebäude steht unter Denkmalschutz (siehe auch Liste der Baudenkmale in Hoya).

## Beschreibung und Geschichte
Das zweigeschossige giebelständige historisierende Gebäude mit hohem Sockelgeschoss, seitlichem Giebelrisalit, Walm- und Satteldach, dekorativen Fassaden, Rund- und Segmentbogen-Fenstern sowie farblich abgesetzten Gesimsen, Friesen, Fensterfaschen und Putzdekor wurde 1885 gebaut. Ein dreigeschossiger eingezogener westlicher Turm mit spitzem Helm gliedert das Haus.
Das Niedersächsische Landesamt für Denkmalpflege befand: „… geschichtliche Bedeutung … aufgrund ihrer künstlerischen Bedeutung nicht alltäglicher künstlerischer und handwerklicher Gestaltwerte als repräsentative Villa in innerstädtischer Solitärlage …“
Die Villa wurde für die Eheleute Gustav und Auguste Niemeyer († 1927) gebaut. Nach dem Tod von Gustav Niemeyer heiratet seine Frau den zuvor und nach 1927 in den USA lebenden Charles M. Bollmann. 1923 schloss das Ehepaar mit dem Flecken Hoya einen Erbvertrag ab, in dem bestimmt wurde, dass das Grundstück (damals Lange Str. 135) Eigentum des Fleckens wurde. Das Haus durfte nicht verkauft werden, sondern sollte Teil der Bollmann-Stiftung werden. Nach einem Vergleich im Erbprozess ging die Villa Niemeyer 1930 endgültig in das Eigentum der Stadt über.
Der Rechtsanwalt Rottmann mietete das Haus bis 1933/34. Im Oktober 1934 weihte die Stadt hier ihr  (Altes) Rathaus ein. 1980 wurde das heutige Rathaus Hoya bezogen. Das „Alte“ Rathaus verlor seine Funktion. Hier waren zunächst die DRK-Kleiderstube und die Bücherei untergebracht. 1995 wurde eine Gaststätte eingerichtet. 1997 entstand im Obergeschoss wieder eine Wohnung. Nach einem kurzen Leerstand zog im November 2009 eine Tierarztpraxis ein.